# Sopwith 1919 Schneider Cup Seaplane
El Sopwith Schneider de 1919 fue un hidroavión de carreras británico. Se trataba de un biplano monoplaza destinado a competir en el Trofeo Schneider de 1919. Después de que esta carrera fuera abandonada debido a la niebla, el Schneider fue reconstruido como avión de carreras terrestre como Sopwith Rainbow, resultando destruido en un accidente en 1923.

## Diseño y desarrollo
En 1919 fue posible reiniciar las carreras del Trofeo Schneider para hidroaviones, que no se habían celebrado desde 1914 debido a la Primera Guerra Mundial. Como la última vez la había ganado el Sopwith Schneider desarrollado desde el Sopwith Tabloid, la carrera fue organizada por el Royal Aero Club británico y estaba previsto que se celebrara en Bournemouth el 10 de septiembre de ese año. Para competir en la carrera de 1919, la Sopwith Aviation Company diseñó un pequeño hidroavión, propulsado por el nuevo motor radial Cosmos Jupiter. Era de construcción totalmente en madera, con alas de un solo vano.

## Historia operacional
El participante de Sopwith, matrícula G-EAKI, junto con los participantes de Supermarine (el Sea Lion) y Fairey (el Fairey III), fue una de las tres inscripciones británicas que compitieron en la carrera (el Avro 539 fue eliminado antes del día de la carrera). El día de la misma, el tiempo fue malo y había una espesa niebla. El Sopwith, pilotado por Harry Hawker, junto con el Fairey, abandonaron la carrera a causa de la niebla, mientras que el avión de Supermarine chocó contra unos restos tras descender para intentar encontrar dónde estaba en el recorrido, hundiéndose al intentar aterrizar de nuevo. El único avión que completó la carrera, el SIAI S.13 italiano, fue descalificado porque el piloto omitió consecuentemente uno de los puntos de giro, por lo que la carrera fue declarada nula.
En 1920, el Schneider Cup Racer fue reconstruido como avión terrestre y remotorizado con un ABC Dragonfly de 239 kW (320 hp), ya que el motor Jupiter que lo propulsaba en 1919 no estaba disponible, siendo conocido como Sopwith Rainbow. Se inscribió en el Aerial Derby de 1920, pero fue descalificado.
Fue reconstruido nuevamente en 1922 por H.G. Hawker Engineering (Sopwith Aviation había entrado en suspensión de pagos en 1920), siendo equipado con un Bristol Jupiter II. Terminó segundo en el Aerial Derby de 1923 el 6 de agosto, pero resultó destruido en un accidente el 1 de septiembre del mismo año.

## Especificaciones (Schneider)
Referencia datos: British Civil Aircraft 1919-1972:Volume III 

### Características generales
- Tripulación: Uno (piloto)
- Longitud: 6,6 m (21,5 ft)
- Envergadura: 7,3 m (24 ft)
- Altura: 3,1 m (10 ft) [10]
- Superficie alar: 20,6 m² (221,7 ft²)[11]
- Peso cargado: 1000 kg (2204 lb)
- Planta motriz: 1× motor radial de 9 cilindros refrigerado por aire Cosmos Jupiter.
  - Potencia: 336 kW (463 HP; 457 CV)

### Rendimiento
- Velocidad máxima operativa (Vno): 274 km/h (170 MPH; 148 kt)